# Bascanichthys inopinatus
Bascanichthys inopinatus är en fiskart som beskrevs av Mccosker, Böhlke och Böhlke, 1989. Bascanichthys inopinatus ingår i släktet Bascanichthys och familjen Ophichthidae. Inga underarter finns listade.